# Объединённая зона безопасности (фильм)
«Объединённая зо́на безопа́сности» (кор. 공동경비구역JSA (Gongdong gyeongbi guyeok JSA) / англ. Joint Security Area) — южнокорейский военный фильм 2000 года. Режиссёром и одним из сценаристов фильма является Пак Чхан Ук.
Фильм снят по роману «DMZ», за авторством Пак Сан Ёна.

## Предыстория
Договор между СССР и США разделил Корею на два отдельных государства: Северную и Южную. В 1950 году началась Корейская война, в которой было убито и ранено около пяти млн. чел. — одна шестая всего населения страны.
В 1953 году в поселке Панмунджом воюющие стороны подписали Соглашение о прекращении огня. И хотя война все ещё продолжалась, вдоль демаркационной линии в радиусе двух км к югу и северу от Панмунджома, появилась демилитаризованная зона. Внутри её по кругу диаметром 800 м была очерчена граница так называемой «деревни перемирия».

## Сюжет
Фильм начинается с того, что в демилитаризованной зоне убивают двух северокорейских солдат. Звуки тревоги раздаются с обеих сторон границы. К месту стрельбы выдвигаются дежурные подразделения. Начинается обоюдный обстрел. Один из пограничников южных сержант Ли Су Хёк (Ли Бён Хон), несмотря на травму ноги, бежит с северокорейской территории в надежде достигнуть южнокорейской стороны. Южные войска спасают его, в то время как огонь продолжается.
Через два дня хрупкие отношения между двумя Кореями начинают зависеть от специального расследования, которое проводят шведские и швейцарские следователи из нейтральной контролирующей комиссии, чтобы этот инцидент не разразился серьёзным конфликтом. Миссию возглавляет майор швейцарских вооруженных сил Софи Э. Чан (Ли Ён Э). Её мать — швейцарка, а отец — кореец. В Южной Корее она впервые.
Поскольку сержант Ли Су Хёк признаётся в убийствах двух северокорейских солдат, Софи начинает выяснять, почему у одного народа существует такая вражда. Она знакомится с версией событий, описанной Су Хёком. Софи узнаёт, что он был избит и похищен во время своей смены. Очнулся в северокорейском пограничном посту, затем сумел освободиться и застрелить трёх солдат, двое из которых умерли. Однако Су Хёк несговорчив и не хочет отвечать ни на какие вопросы Софи. Тогда Софи опрашивает товарищей Ли, которые хвалят его за храбрость при обезвреживании мин; также рассказывают, как он разбил камнями окна в северокорейском посте в ответ на оскорбления северными южнокорейского президента. Тогда Софи посещает Северную Корею, где единственный оставшийся в живых после того инцидента, Старшина О Гён Пхиль (Сон Кан Хо), рассказывает другую версию событий. По его словам, Су Хёк ворвался на их пограничный пост и открыл стрельбу, раненый Гён Пхиль начал отстреливаться, и Су Хёк отступил.
Вскрытие трупов показало, что одному солдату стреляли сначала в грудь, а затем в голову, а в другого солдата, Чон Уджина, было выпущено восемь пуль — это указывает больше на то, что убийца испытывал сильную неприязнь к солдату, нежели пытался спастись. Софи предъявляет сослуживцу сержанта Ли по имени Нам доказательства того, что он тоже присутствовал при инциденте; тот совершает попытку самоубийства и впадает в кому. Затем зрителям показывают серию флэшбеков, в которых излагаются истинные события, при которых были убиты два северокорейских солдата.
Выясняется, что старшина О в присутствии Чона спас жизнь сержанту Ли, после чего тот начал обмениваться записками с О и Чоном, которые служили в погранпункте напротив того, где служили Ли и Нам. Скоро Ли, а затем и Нам начинают тайно ходить к северянам в гости. Между солдатами погранвойск враждующих сторон складывается крепкая дружба. Однако в последнее посещение гостей застаёт начальник О и Чона, что и приводит к трагическому инциденту.
Софи устраивает очную ставку старшине О и сержанту Ли в пограничном помещении на линии разделения в Панмунджоне. Представив неопровержимые доказательства в виде выводов трассологической и баллистической экспертиз она заявляет что данные ранее показания обоих военнослужащих не соответствуют истине, Софи требует от сержанта Ли рассказать что же все таки произошло в ту ночь на посту. Испытывающий сильные душевные страдания Ли близок к тому что бы рассказать правду о случившейся бойне. Видя это, старшина О, изображая патриотичного северянина, с проклятиями набрасывается на Ли и созданием потасовки предотвращает его признание. Командование с обеих сторон не заинтересованное в выяснении истины требует прекратить очную ставку. Софи снимают с расследования, поскольку вскрывшиеся сведения о её отце участвовавшем в Корейской войне на стороне Севера компрометируют её нейтральность. В конечном итоге Ли и О, каждый в свою очередь, рассказывают ей правду. Во время последнего нахождения обоих южан в гостях на посту друзей-северян их застигает пришедший с внезапной проверкой начальник северян лейтенант Чен. При попытке офицера арестовать южан происходит скоротечная перестрелка в которой Ли обладающий отличной подготовкой убивает двух северян и ранит старшину О, но сам в ответ получает ранение в ногу. Рядовой Нам в панике убегает на свой пост. Ли ковыляет за ним, но падает прямо на пограничном мосту. На звуки стрельбы к участку подтягиваются пограничные тревожные группы с обеих сторон и вступают в бой. Таким образом следователь Софи наконец узнает истину. Она обещает Ли, что старшина О не пострадает. Софи предполагает, что по результатам исследования пистолетов военнослужащих и найденных в телах пуль это Ли застрелил Чона в перестрелке, но его психика инстинктивно выключила этот эпизод из его памяти.
Во время последней встречи с Софи, старшина просит её передать Ли зажигалку, которую тот подарил ему ранее, очевидно подразумевая этим возвратом, что больше не считает Ли братом. В последний момент осознав, что старшина от него отвернулся, а также поняв, что сам убил Чона, Ли не в силах это вынести, кончает жизнь самоубийством.

## В ролях
| Актёр             | Роль                                 |
| ----------------- | ------------------------------------ |
| Ли Ён Э           | майор Софи Э. Чан (Швейцария)        |
| Ли Бён Хон        | сержант Ли Сухёк (Южная Корея)       |
| Сон Канхо         | старшина О Гёнпхиль (Северная Корея) |
| Ким Тэ У          | рядовой Нам Сонсик (Южная Корея)     |
| Син Ха Гюн        | рядовой Чон Уджин (Северная Корея)   |
| Кристоф Хофрихтер | генерал-майор Бруно Ботта            |
| Херберт Ульрих    | шведский офицер                      |

## Съёмочная группа
- Пак Чхан Ук — режиссёр, сценарист
- Ли Ын Су — продюсер
- Чон Сон Сан — сценарист
- Ким Хён Сок — сценарист
- Ли Му Ён — сценарист
- Ким Сон Пок — оператор
- Ким Сан Пом — режиссёр монтажа
- Пак Сан Хун — художник по костюмам
- Пан Чон Сок — композитор
- Чхо Ён Ук — композитор

## Реакция на фильм
В начале 2001 года фильм стал самым кассовым в истории южнокорейского кино, сохраняя этот статус до выхода фильмов «Друг», «Сильмидо» и «38-я параллель». Этот успех позволил режиссёру Пак Чхануку создать финансовую базу для своих последующих фильмов. В течение двух недель фильм посмотрели 2 000 000 зрителей. DVD был презентован лидеру Северной Кореи Ким Чен Иру президентом Южной Кореи Но Мухёном во время встречи в октябре 2007 года. «Объединённая зона безопасности» занимает место в списке 20-ти лучших фильмов с 1992 года по мнению Квентина Тарантино.
Фильм довольно хорошо был принят западной критикой. На сайте Rotten Tomatoes рейтинг картины составляет 75 % при 9-ти положительных рецензиях, 2-х нейтральных и 3-х отрицательных. Средний балл составляет 6,9 из 10-ти.
Нейтральные отзывы:

«Очень атмосферная детективная драма, действия которой проходят в политически напряжённых окрестностях демилитаризованной зоны Кореи. Фильм подтверждает коммерческую зрелость южнокорейского кино. Но только на восточноазиатском рынке. На Западе он выглядит более слабо».
— Дерек Элли — "Variety"

«Прежде, чем Пак Чхан Ук стал популярным авангардистом с чёрным как смоль чувством юмора и склонностью к кровавым сценам, он снимал блокбастеры. J.S.A. же — это на все сто мейнстримовский триллер».
— Ноэль Мюррэй — "AV Club"
Отрицательные отзывы:

«Пак пытается до нас донести, что солдаты с разных сторон без труда бы подружились, если бы этому не мешала идеология и униформа».
— Деннис Шварц — "Ozus' World Movie Reviews"

«Я не могу быть столь восторженным».
— «В. А. Масетто - "New York Post"

«Фильм мечется между эмоциональными ретроспективными кадрами столкновения солдат и затянутым расследованием равнодушной полукорейской-полушведской чиновницы».
— Чак Стефенс — "Village Voice"
Положительные отзывы:

Иногда позиционируемая как корейский ответ на «Апокалипсис сегодня», «Объёдиненная зона безопасности» Пака Чхан Ука — это смесь фильма-расследования и военного фильма, но картина в конечном счёте переступает оба жанра и становится мощной антивоенной пропагандой.Оригинальный текст (англ.)Sometimes referred to as Korea's answer to Apocalypse Now, Park Chan-wook's Joint Security Area is a murder mystery/war movie hybrid that ultimately transcends both genres to become a powerful anti-war statement.
— Том Вик "Allmovie"

Это довольно прямой детективный фильм с острой политической темой и примирительной темой гуманизма. Он навевает печальные мысли о голливудских кинофильмах про Вторую мировую войну.
— Энтони Скотт "The New York Times"
Российские критики:

«Объединённую зону безопасности» у нас почему-то назвали красивой эпической мелодрамой в духе «Спасения рядового Райана» и «Тонкой красной линии». Хотя было бы лучше вспомнить, например, «Сорок первый», пусть там речь шла вовсе не о мужском армейском коллективе, а о любви, возникающей между мужчиной и женщиной, которые принадлежат к разным лагерям на гражданской войне. Но, собственно говоря, и «Сорок первый», и южнокорейская картина рассказывают о том, что возможно преодоление преград именно в индивидуальных отношениях между людьми, даже если они относятся к противоположным конфликтующим сторонам.
— Сергей Кудрявцев "3500 кинорецензий"

Поначалу фильм подаётся как детектив: совершено убийство, предстоит расследование обстоятельств. Однако, детективная подоплёка оказывает на сюжетную канву сугубо внешнее воздействие. Более того, как детектив фильм откровенно слаб. Убийство в произведениях этого жанра — постановка задачи, которую предстоит решать зрителю. В «Объединённой зоне безопасности» решение задачи возложено на женщину-следователя, зрителю же открывается человеческая трагедия в самом её чувствительном срезе.
— Георгий Герасимов "Киноман"

Фильм с аннотацией «про дружбу двух корейских пограничников, северного и южного, с трагическим концом» — дело заведомо несмотрибельное. По всем пунктам. У тех, кто смотреть обязан, вывод к концу получается тоже весьма трагический: за такие аннотации из рогаток надо стрелять. На самом деле «Объединённая зона безопасности» — запутанный детектив с богатым культурным контекстом, тонким психологическим подтекстом и какой-то душевной правильностью, справедливостью. Такие редко сейчас приходят даже из Голливуда.
— К.Тарханова "Фильм.ру"

Смотря фильм Пак Чхан Ука, думаешь о том, какая всё же это хитрая штука — национальная идея. Бедная Северная и богатая Южная — обе Кореи через призму кинематографа видятся родными сёстрами. И получаешь ответ на вопрос: почему почти каждый южный кореец мечтает о воссоединении с тоталитарным государством? Чувство общности здесь скорее напоминает семейные узы: они могут слабеть и рваться в плохие времена, но всё же зов родной крови оказывается решающим.
— Андрей Плахов "Коммерсантъ"

### Награды и номинации
Объединённая зона безопасности получила 8 наград и участвовала ещё в трёх номинациях.
Победитель
- «Голубой дракон»
  - Лучший фильм
- «Голубая лента»
  - Лучший фильм на иностранном языке
- Deauville Asian Film Festival
  - Лучший фильм
- Grand Bell Award
  - Лучший актёр: Сон Кан Хо
  - Лучший декорации
  - Лучший фильм
  - Лучший звук: Ким Соквон, Ким Вонён
- Международный кинофестиваль в Сиэтле
  - Специальный приз жюри молодому режиссёру: Пак Чхан Ук

Номинации
- Берлинский кинофестиваль
  - Золотой медведь
- Hong Kong Film Awards
  - Лучший азиатский фильм
- Кинофестиваль Fantasia в Монреале
  - 3 место в списке лучших азиатских фильмов

## Релизы на DVD
- «Joint Security Area» (30 июля 2002, Tai Seng) — корейская звуковая дорожка; английские субтитры.
- «Joint Secruity Area» (30 мая 2005, Tartan Video) — дополнительно: история создания фильма; 2 музыкальных видео («A Letter From A Private» и «Take The Power Back» от группы Rage Against the Machine); история создания музыкальных видео; официальный корейский трейлер фильма; японский трейлер; телевизионный рекламный ролик.
- «J.S.A. — Joint Security Area» (12 июля 2005, Palm Pictures) — дополнительно: интервью актёров и создателей фильма; закулисные моменты съёмок; оригинальный корейский трейлер; музыкальные видео; анонс фильма; интернет-ссылки.
- «JSA: Joint Secruity Area» (9 июля 2007, Tartan Video)

### В России
- «Объединенная зона безопасности» (13 ноября 2008, RUSCICO) — звук: русский многоголосый закадровый, корейский; русские субтитры.